# Selja (rzeka)
Selja – rzeka w prowincji Virumaa Zachodnia w Estonii o długości 47,7 kilometrów. Powierzchnia jej dorzecza wynosi 422,6 km². Rzeka uchodzi do Zatoki Fińskiej.